# Ahmad Fahd al-Ahmad as-Sabah

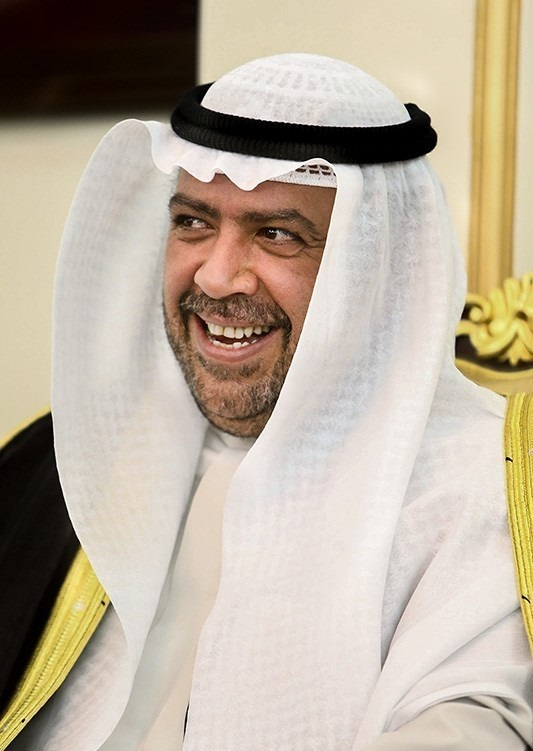
Ahmad al-Ahmad as-Sabah (2015)

Scheich Ahmad Fahd al-Ahmad as-Sabah (arabisch أحمد فهد الأحمد الصباح, DMG Aḥmad Fahd al-Aḥmad aṣ-Ṣabāḥ; auch Ahmad Al-Fahad Al-Sabah; * 12. August 1963 in Kuwait) ist ein umstrittener kuwaitischer Politiker, Mitglied der Herrscherfamilie und in Ungnade gefallener ehemaliger Sportfunktionär.
Seine Laufbahn wurde von mehreren Kontroversen überschattet. Unter anderem wurde er am 10. September 2021 von einem Schweizer Gericht wegen Betrugs verurteilt. Dies führte zu seinem Rücktritt vom Präsidentenamt des Olympischen Rat Asiens und zur Suspendierung durch das Internationales Olympisches Komitee. Seine Tätigkeiten für den Olympischen Rat von Asien und das Internationale Olympische Komitee endeten im Jahr 2023, nachdem er wegen Wahlmanipulation ausgeschlossen wurde. Darüber hinaus war er von 2015 bis 2017 Mitglied des FIFA-Rates, trat jedoch zurück, nachdem er in den FIFA-Bestechungsskandal verwickelt wurde.

## Leben
Ahmad studierte an der Kuwait University und an der Kuwait Military Academy. Im Jahre 2000 wurde er in Kuwait Minister für Propaganda und wurde dann zum Minister für Energie ernannt. Sein Vater Fahd al-Ahmad al-Dschabir as-Sabah wurde während der irakischen Invasion Kuwaits von irakischen Soldaten getötet.
Seit 1992 ist er Mitglied des Internationalen Olympischen Komitees. Als Präsident leitet er den Olympic Council of Asia. Nach dem Scheitern Kuwaits bei der Qualifikation zur Asienmeisterschaft 2007 attackierte er verbal die australische Fußballnationalmannschaft, nachdem diese Gruppensieger wurde. Im April 2012 beerbte as-Sabah den 33 Jahre lang amtierenden Gründungspräsidenten der Vereinigung der Nationalen Olympischen Komitees, Mario Vázquez Raña. Außerdem verwaltet er den IOC-Entwicklungshilfefonds. Er gilt als bedeutender Unterstützer von Thomas Bach bei dessen Wahl zum IOC-Präsidenten im September 2013. Seine öffentliche Unterstützung führte kurz vor der Wahl zu einer Untersuchung durch die Ethikkommission.
Im April 2015 wurde er in das FIFA-Exekutivkomitee gewählt und war auch Mitglied des im Februar 2016 hieraus entstandenen FIFA-Rates.
Am 30. April 2017 trat er von allen Ämtern innerhalb der FIFA zurück. Kurz zuvor waren Korruptionsvorwürfe gegen ihn laut geworden: der Präsident des Fußballverbands von Guam, Richard Lai, hatte vor Gericht eingestanden, mit 950.000 US-$ bestochen worden zu sein, und in Vernehmungen Ahmad belastet.
Am 19. November 2018 gab as-Sabah bekannt, er würde alle Ämter innerhalb des IOC ruhen lassen. Er kam damit Ermittlungen der Ethikkommission des IOC zuvor, die angesichts einer Anklage gegen as-Sabah wegen Fälschung in der Schweiz anstanden.
2000 verlieh ihm die United States Sports Academy in Daphne die Ehrendoktorwürde.
Im Oktober 2020 wurde as-Sabah in Genf wegen Urkundenfälschung zu einer Freiheitsstrafe von zwei Jahren und sechs Monaten verurteilt. Das Gericht sah es als erwiesen an, dass er Videos an kuwaitische Behörden übergeben habe, von deren gefälschtem Inhalt er wusste. Die Videos sollten angeblich zeigen, „wie der ehemalige Premierminister Scheich Nasser al-Mohammed und der ehemalige Parlamentssprecher Jassem al-Kharafi den Sturz des damaligen kuwaitischen Emirs plane“. Ahmad legte Berufung gegen das Urteil ein.

## Familie
Ahmad ist seit Dezember 1984 mit seiner Cousine Scheicha Mischal al-Ahmad as-Sabah, einer Tochter des 17. Emirs von Kuwait Mischal, verheiratet sowie Vater von einem Sohn und vier Töchtern.